# 米哈尔·霍尔尼亚克
米哈尔·霍尔尼亚克（捷克語：Michal Horňák，1970年4月28日—），捷克男子足球运动员，场上位置是后卫。他曾代表捷克国家队参加1996年欧洲足球锦标赛，结果队伍获得亚军。